# Cú mèo nhỏ
Otus sunia là một loài chim trong họ Strigidae.